# 26-й танковый полк
26-й танковый Феодосийский ордена Александра Невского полк (26 тп, в/ч н/д) — тактическое формирование Сухопутных войск Российской Федерации. Находится в составе 47-й танковой дивизии. Пункт постоянной дислокации посёлок Мулино Володарского района Нижегородской области.

## История
Ведёт историю от 244-го отдельного танкового полка БТиМВ РККА. 244-й отдельный танковый полк создан в 1943 году. В боевых действиях участвовал в составе Северо-Кавказского фронта и Отдельной приморской армии.
После войны, в ноябре 1945 года преобразован в 26-й танковый полк и вошёл в состав 19-й гвардейской механизированной дивизии.
После 1957 года пребывал в составе 26-й гвардейской танковой дивизии.
Перед распадом СССР дислоцировался в Хиллерслебен (ГДР) в составе 47-й гвардейской танковой дивизии. На вооружении полка находились 95 Т-64, 55 БМП (12 БМП-2, 41 БМП-1, 2 БРМ-1К), 2 БТР (1 БТР-70, 1 БТР-60), 18 САУ 2С1, 6 миномётов 2С12, 5 БМП-1КШ.
В 1997 году полк был расформирован.
В конце 2021 года 26-й танковый Феодосийский ордена Александра Невского полк был воссоздан на месте дислокации бывшей 6-й отдельной танковой бригады в посёлке Мулино.
В марте 2022 года 26-й танковый полк вёл бои в неустановленном месте Харьковской области.
В феврале 2023 года 26-й танковый полк действовал на участке фронта Сватово — Купянск.
В октябре 2023 года полк вёл бои в направлении Ягодное — Ивановка Купянского района.
В начале февраля 2024 года 26-й танковый полк пытался прорвать украинскую оборону в направлении сёл Кисловка — Котляровка в Купянском районе Харьковской области для окружения украинской группировки в Степовой Новоселовке.